# Башкатово (Курська область)
Башкатово (рос. Башкатово) — село в Обоянському районі Курської області Російської Федерації.
Населення становить 275 осіб. Входить до складу муніципального утворення Башкатівська сільрада.

## Історія
Населений пункт розташований на території українського етнічного та культурного краю Східна Слобожанщина.
Від 2004 року входить до складу муніципального утворення Башкатівська сільрада.

## Населення
| 2002 | 2010 |
| ---- | ---- |
| 329  | ↘275 |